# 稲沢市立坂田小学校
稲沢市立坂田小学校（いなざわしりつさかたしょうがっこう）は、愛知県稲沢市坂田町にある公立小学校。

## 概要
- 1974年、稲沢市立千代田小学校坂田分校が独立し開校。校地は千代田小学校坂田分校とは異なる場所である。

## 沿革
この地区の教育は中島郡平和村の三宅尋常小学校へ委託されていたが、1923年に委託を解消。千代田尋常小学校坂田分教場が設置された。坂田小学校の開校は1974年だが、ここではそれ以前についても記述する。
- 1923年（大正12年）4月1日 - 千代田尋常小学校坂田分教場を設置する。坂田、氷室の尋常科1・2年の児童が通学する。
- 1941年（昭和16年）4月1日 - 千代田国民学校坂田分教場に改称する。
- 1947年（昭和22年）4月1日 - 千代田村千代田小学校坂田分校に改称する。
- 1955年（昭和30年）4月15日 - 稲沢町、明治村、千代田村、大里村が合併し、改めて稲沢町が発足。同時に稲沢町立千代田小学校坂田分校に改称する。
- 1958年（昭和33年）11月1日 - 市制施行し、稲沢市となる。同時に稲沢市立千代田小学校坂田分校に改称する。
- 1974年（昭和49年）
  - 3月31日 - 坂田分校を廃止。
  - 4月1日 - 稲沢市立坂田小学校として開校。児童数は228名。
  - 4月2日 - 開校式を行う。
  - 7月15日 - プールが完成する。
  - 8月3日 - 旧・坂田分校から、低学年用遊具などを移転する。
- 1978年（昭和53年）3月25日 - 屋内運動場が完成する。
- 1983年（昭和58年）10月30日 - 開校10周年記念行事を行う。
- 1993年（平成5年）10月17日 - 開校20周年記念行事を行う。
- 2003年（平成15年）11月15日 - 開校30周年記念行事を行う。

## 通学区域
- 目比町、氷室町、坂田町、今村町、田代1丁目、田代2丁目[1]。

## 進学先中学校
- 稲沢市立千代田中学校

## 交通アクセス
- 名鉄津島線青塚駅下車、徒歩約25分。